# Erebia meolans
La montañesa de banda larga (Erebia meolans) es un lepidóptero ropalócero de la familia Nymphalidae.

## Distribución
Cordilleras de la mitad oeste de Europa. En la península ibérica se encuentra a la Sierra de Gredos, Sierra de Guadarrama, provincia de Cuenca, Teruel, provincia de Castellón, Sierra de la Demanda, cordillera Cantábrica, Pirineo, Prepirineo y Montseny.

## Hábitat
Claros de bosque herbosos y con flores. La oruga se alimenta de Agrostis capillaris, Avenella flexuosa, Nardus stricta, Festuca ovina y Festuca iberica.

## Período de vuelo
Univoltina, una generación al año entre finales de mayo y medios de agosto, según la localidad.